# Wilhelm Maybach
Wilhelm Maybach (Heilbronn, 9 de febrero de 1846 - Stuttgart-Cannstatt, 29 de diciembre de 1929) fue un ingeniero alemán. Fue el fundador de los coches Maybach.

## Introducción
Fue un joven industrial diseñador de motores. En la década de 1890 fue aclamado en Francia, entonces el centro mundial de producción automovilística, se le llamó el "Rey de los Constructores".
Desde finales del siglo XIX, Wilhelm Maybach junto con Gottlieb Daimler desarrolló motores de combustión interna ligeros de alta velocidad aptos tanto para el uso en tierra, como en agua y aire. Se usaron en la primera motocicleta en el mundo y en barcos a motor. Tras la muerte de Daimler, también se montaron en un nuevo automóvil a finales de 1902, el modelo Mercedes, construido según los requisitos de Emil Jellinek.
Maybach llegó a ser director técnico de Daimler Motoren Gesellschaft, también conocido como la Compañía de Motor Daimler o DMG, pero él no progresó desde la presidencia.
Maybach dejó DMG en 1907 para fundar Maybach-Motorenbau GmbH junto a su hijo Karl en 1909, trabajando en el diseño de zepelines, para los cuales aconsejó la utilización de duraluminio para su construcción. Después del Tratado del Versalles, ellos produjeron vehículos de gran lujo, de la marca Maybach, hasta la década de 1940.
El 1 de mayo de 1924 DMG cerró un trato de Interés Mutuo con Carl Benz de Benz & Co que sería válido hasta el año 2000. Ellos continuaron produciendo y vendiendo sus marcas separadamente, pese al acuerdo. En 1926 las dos empresas se integraron en Daimler-Benz, acordando el uso de la nueva marca, Mercedes-Benz, para todos sus productos aunque la nueva empresa conservaría los derechos de la marca registrada Daimler. Aquella empresa pasó a ser Daimler-Chrysler después de otra fusión y relanzó la marca Maybach como vehículos de lujo en 2002.

## Vida y carrera inicial (1846 a 1869)
Wilhelm Maybach nació en Heilbronn en 1846, hijo de un carpintero y su madre "Luise" también de Heilbronn. Tenía cinco hermanas. A la edad de ocho años la familia se trasladó de Löwenstein cerca de Heilbronn a Stuttgart. Su madre falleció en 1856 y su padre en 1859, quedándose Wilhelm Maybach huérfano de padre y madre a los 13 años de edad.
Después de que sus parientes publicaran un anuncio en un periódico, el Stuttgarter Anzeiger, una institución filantrópica Bruderhaus, de Reutlingen, acogió a Maybach como estudiante. Su fundador y director, Gustav Werner, descubrió el interés de Maybach por la técnica y le ayudó personalmente a estimular su carrera enviándolo al taller de ingeniería de la escuela. A los quince años de edad (1861), Maybach se dirigió a la carrera de Diseño Industrial y realizó clases suplementarias en física y matemáticas en el instituto público de Reutlingen.
A los diecinueve años de edad, ya era un diseñador calificado, que trabajaba con motores estacionarios y captaba la atención del gerente del taller, Gottlieb Daimler. Daimler, que entonces tenía veintinueve años, era un adicto al trabajo como diseñador industrial y adoptó a Maybach como su ayudante principal hasta su muerte (en Cannstatt), en 1900.

## Daimler y Otto motor de cuatro tiempos (1869 a 1880)
En 1869, Maybach, a los veintitrés años, siguió a Daimler a Maschinenbau-Gesellschaft AG de Karlsruhe, un fabricante de locomotoras pesadas. Daimler estaba en el Comité ejecutivo pero aún así estuvieron largas noches hablando de nuevos diseños para motores, bombas, maquinaria, y trabajo de metalurgia.
En 1872, Daimler pasó a Deutz-AG-Gasmotorenfabrik, en Colonia, que para ese entonces era el fabricante líder mundial de los mayores motores inmóviles de gas. Nikolaus Otto, era el copropietario y junto a Daimler enfocó el desarrollo del motor, Maybach se sumó a ellos como Jefe de Diseños.
En 1876, Nikolaus Otto patentó el motor de cuatro tiempos, un motor de combustión interno de gas con la entrada, la compresión, el poder, y golpes de gases de combustión. Entonces se denominó como el "ciclo de Otto" en su honor. Posteriormente Otto intentó patentarlo, pero la petición se desestimó.
También en 1876, Maybach fue enviado para mostrar los motores " Deutz"en la Exposición Universal de Philadelphia en EE. UU. Volviendo a Colonia en 1877, a la edad de treinta y un años, él se concentró en mejorar el diseño del motor de cuatro tiempos para conseguir tenerlo listo para su inminente lanzamiento comercial.
En 1878, Maybach (a los treinta y dos años) se casó con Bertha Wilhelmine Habermaas que era amiga de la esposa de Daimler, Emma Kunz. Su familia eran terratenientes en Maulbronn y también controlaron una oficina de correos. El 6 de julio de 1879 nació Karl Maybach, el primero de sus tres hijos.
Gottlieb Daimler y Nikolaus Otto tenían serios desacuerdos resultando, en 1880, con el abandono de Daimler de Deutz-AG. Daimler recibió 112.000 (marcos de oro) de Deutz-AG como compensación por las patentes concedidas a él y Maybach. Maybach poco después también abandonó la empresa y siguiendo a su amigo creando una nueva empresa en Cannstatt.

## Motores Daimler: rápidos y pequeños (1882)
En 1882, Maybach (36 años) se trasladó al sur de Alemania, en el barrio de Taubenheimstrasse en Cannstatt, Stuttgart donde Daimler había comprado una casa con 75.000 marcos de oro alemán de su compensación en Deutz.
Sus actividades alarmaron a los vecinos que sospecharon que ellos habían sido contratados para falsificar y, en su ausencia, la policía entró en la propiedad con la llave del jardinero, pero solo encontró motores.
En 1884, nació el segundo hijo de Maybach, Adolph.

## El motorReloj del abuelo(1885)
Hacia finales de 1885, Maybach y Daimler desarrollaron el primero de sus motores que es considerado como un precursor de los modernos motores de gasolina; esto significó:
- cilindro individual horizontal
- aire refrigerado
- volante de inercia mediante un largo molde de hierro , (dirección)
- revolucionario sistema de ignición (Patente 28022)
- válvula de escape controlada por un árbol de levas, permitiendo altas velocidades.
- a la velocidad de 600 rpm, cuando en la época la mayoría de los motores sólo alcanzaban aproximadamente de 120 a 180 rpm

En 1885, ellos también crearon el primer carburador permitiendo la evaporación de gasolina para mezclarse con el aire y permitir su eficiente valor como combustible. Esto se usó durante un año o más, pero entonces una versión compacta del motor, ahora con un cilindro vertical, esto dio lugar a:
- 1 CV a 600 rpm, de salida
- 100 cc cilindrada
- cilindro refrescado aislado en la ignición del tubo caliente regulada (patente DRP-28-022) Daimler lo bautizó como el Reloj del abuelo (Standuhr) debido a su semejanza a un viejo reloj de péndulo.

En noviembre de 1885, Daimler instaló una versión más pequeña en una bicicleta de madera, creando la primera motocicleta, (patente "36-423" - el Vehículo con motor de gas o de petróleo) y Maybach la condujo a 3 km de Cannstatt a Untertürkheim, alcanzando 12 km/h (7.5 millas/h). Fue conocido como "Reitwagen" (el piloto).
El 8 de marzo de 1886, los inventores tomaron un coche de caballos construido por Wilhelm Wimpff & Sohn en secreto dentro de la casa, diciendo a los vecinos que esto era un regalo de cumpleaños para la Sra. Daimler. Pero, de hecho, Maybach supervisó la instalación en él de un motor 1.5 CV Reloj de Abuelo ampliado y con correa en las ruedas. El vehículo alcanzó 15 km/h (10 mph) cuando se probó en el camino a Untertürkheim.
Con entusiasmo, Maybach y Daimler continuaron demostrando el motor en muchos otros caminos que incluyen:
- En el agua (1887). Se montó en un barco de 4,5 m de largo que alcanzó 6 nudos (11 km/h). Lo llamaron el Neckar, porque era el nombre del río en el que fue probado y obtuvo el número de patente " DRP 39-367 ". Los motores de lancha de motor serían su producto principal hasta la primera década de los años 1900.
- Más automóviles incluyendo coches de calle
- En el aire, el primer dirigible motorizado, un Globo basado en diseños del Dr. Friedrich Hermann Wölfert de Leipzig. Ellos substituyeron la dirección del sistema y volaron sobre Seelberg satisfactoriamente el 10 de agosto de 1888.

Hacia 1887 ellos crearon sus primeras patentes en el extranjero, y Maybach representó a la empresa en Exposición Universal de París.

## Primer automóvil Daimler-Maybach (1889)
Las ventas aumentaron, sobre todo de la barca motora Neckar. Así, en junio de 1887, Daimler compró un terreno en Seelberg en las Colinas de Cannstatt. El taller estaba algo lejos de la ciudad en Ludwigstrasse 67, porque el alcalde de Cannstatt se opuso a la presencia del taller en la ciudad. El terreno cubría 2.903 m² y costó 30.200 marcos de oro. Ellos al principio emplearon a veintitrés personas. Daimler se encargó de las cuestiones comerciales y Maybach del departamento de diseño.
En 1889 ellos construyeron el primer automóvil que fue enteramente diseñado de una adaptación de una calesa. Fue un lanzamiento público que ambos hicieron en París en octubre de 1889.
Las patentes del motor de Daimler empezaron a aparecer alrededor del mundo, comenzando la industria moderna del automóvil en:
- Francia, 1890, Panhard & Levassor y Peugeot
- Reino Unido, 1896, Daimler
- EE. UU., 1891, Steinway
- Austro-Daimler